# Venă hemiazygos accesorie
Vena hemiazygos accesorie, numită și vena hemiazygos superioară  este o venă din partea stângă a coloanei vertebrale care, în general, drenează spațiile intercostale de la al patrulea până la al optulea spațiu intercostal, pe partea stângă a corpului. 

## Structura
Vena hemiazigoză accesorie variază invers ca dimensiune în comparație cu vena intercostală superioară stângă.
Aceasta primește venele intercostale posterioare de la al 4 -lea, al 5 -lea, al 6 -lea și al 7 -lea spațiu intercostal dintre vena intercostal superioară stângă și cel mai mare afluent al vena hemiazygos; vena bronșică stângă se deschide uneori în ea.
Fie traversează corpul celei de-a opta vertebre toracice pentru a se uni cu vena azygos, fie se termină în vena hemiazygos.
Când această venă este mică sau este complet absentă, vena intercostală superioară stângă se poate extinde până la al cincilea sau al șaselea spațiu intercostal.